# دراگون‌ایر

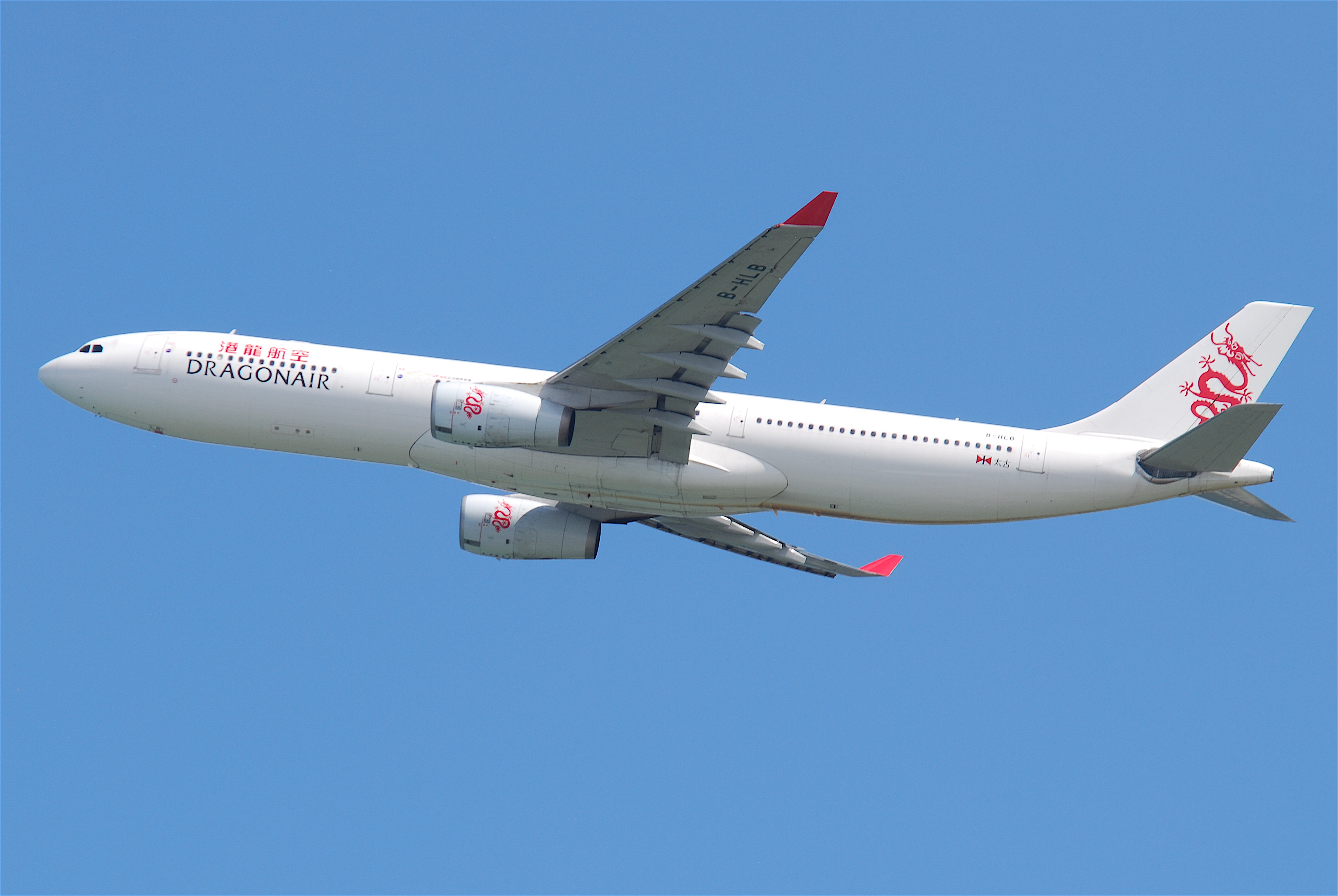
هواپیمای ایرباس ای۳۳۰ متعلق به دراگون‌ایر

 کاتای دراگون (به چینی: 港龍航空有限公司)، با نام پیشین دراگون‌ایر (به چینی: 港龍航空) شرکت هواپیمایی هنگ کنگی بود، که در سال ۱۹۸۵ تأسیس شد و تا پایان کار در سال ۲۰۲۰ به‌عنوان شرکت تابعه‌ای از کاتای پسیفیک روزانه به ۴۴ مقصد پروازهای مستقیم داشت.
دفتر مرکزی شرکت کاتای دراگون‌ در هنگ کنگ قرار داشت و فرودگاه بین‌المللی هنگ‌کنگ، قطب این شرکت هواپیمایی به‌شمار می‌آمد. شرکت کاتای دراگون‌ تا پایان کار در ناوگان هوایی خود، دارای ۴۱ فروند هواپیمای جت مسافربری بود.